# Pēteris Plakidis
Pēteris Plakidis, född 4 mars 1947 i Riga, död 8 augusti 2017, var en lettisk tonsättare, dirigent och pianist.

## Biografi
Plakidis fick sin grundutbildning vid Emīls Dārziņš Musikhögskola, och fortsatte senare till studier vid kompositionsinstitutionen vid Jāzeps Vītols Statskonservatorium (nuvarande Lettiska Musikaliska Akademien). Bland hans lärare fanns kompositörerna Jānis Ivanovs och Valentīns Utkins. Plakidis tog sin grundexamen 1970 och högre examina 1975.

## Verk (i urval)

### Vokalmusik
- In memoriam (1990) för blandad kör a cappella. Text av Broņislava Martuževa